# Cantó de Le Neubourg
El cantó de Le Neubourg és un cantó francès del departament de l'Eure, situat al districte d'Évreux. Té 24 municipis i el cap es Le Neubourg.

## Municipis
- Bérengeville-la-Campagne
- Canappeville
- Cesseville
- Crestot
- Criquebeuf-la-Campagne
- Crosville-la-Vieille
- Daubeuf-la-Campagne
- Écauville
- Ecquetot
- Épégard
- Épreville-près-le-Neubourg
- Feuguerolles
- Hectomare
- Houetteville
- Iville
- Marbeuf
- Le Neubourg
- Saint-Aubin-d'Écrosville
- Le Tremblay-Omonville
- Le Troncq
- Venon
- Villettes
- Villez-sur-le-Neubourg
- Vitot

## Història
| Data d'elecció                           | Identitat          | Partit                     | Qualitat |
| ---------------------------------------- | ------------------ | -------------------------- | -------- |
| 1945-1955                                | M. Bonnel          | radical                    |          |
| 1955-1967                                | Gaston Lefebvre    | RGR                        |          |
| 1967-19..                                | Christian Meunier  | divers droite, després UDF |          |
| 19..-                                    | Jean Paul Legendre | UDF, després UMP           |          |
| les dades anteriors no són pas conegudes |                    |                            |          |
|                                          |                    |                            |          |

## Demografia
| A partir de 1990: Població sense dobles comptes |